# 马其顿共产主义者联盟
馬其頓共產主義者聯盟（羅馬化：Sojuz na komunistite na Makedonija），简称马共盟（СКМ），是南斯拉夫共產主義者聯盟在马其顿社会主义共和国的分支。

## 歷史
1943年，马其顿共产党作为南斯拉夫共产党在马其顿地区的分支成立。
1952年南斯拉夫共產黨第六次代表大會期間，將黨改名為南斯拉夫共產主義者聯盟，各共和國和自治省的党组织也相应地改名为共产主义者联盟。
1974年南斯拉夫宪法颁布後，大幅提高南斯拉夫社會主義聯邦共和國各共和國共盟的權力，使得马共盟形同獨立政黨。
1980年代晚期，斯洛博丹·米洛舍维奇成為塞尔维亚共產主義者聯盟的領袖，他在塞爾維亞推行民族主義，使得南斯拉夫內部民族衝突加劇。終於在1990年代導致南斯拉夫各民族的衝突及南斯拉夫解體。1991年4月20日，马其顿共產主義者聯盟改名为“马其顿共产主义者联盟－民主变革党”。
1991年4月20日，该党召开第十一次代表大会，决定改组为马其顿社会民主联盟。1992年，原马共盟的少数党员另外建立马其顿共产主义者联盟－自由运动。